# Ouijjane
Ouijjane (àrab ويجّان) és una comuna rural de la província de Tiznit de la regió de Souss-Massa. Segons el cens de 2014 tenia una població total de 4.938 persones.